# Au (Hockenheim)

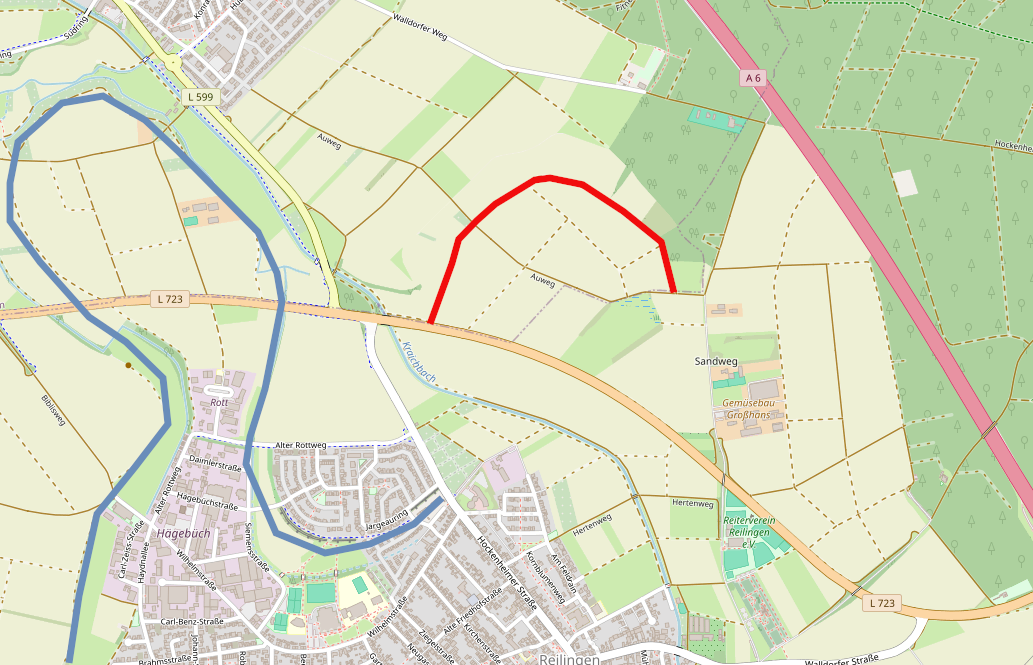
Lage der Au (Rot umrandet) in Blau der westlich anschließende ehemalige Kraichbachverlauf

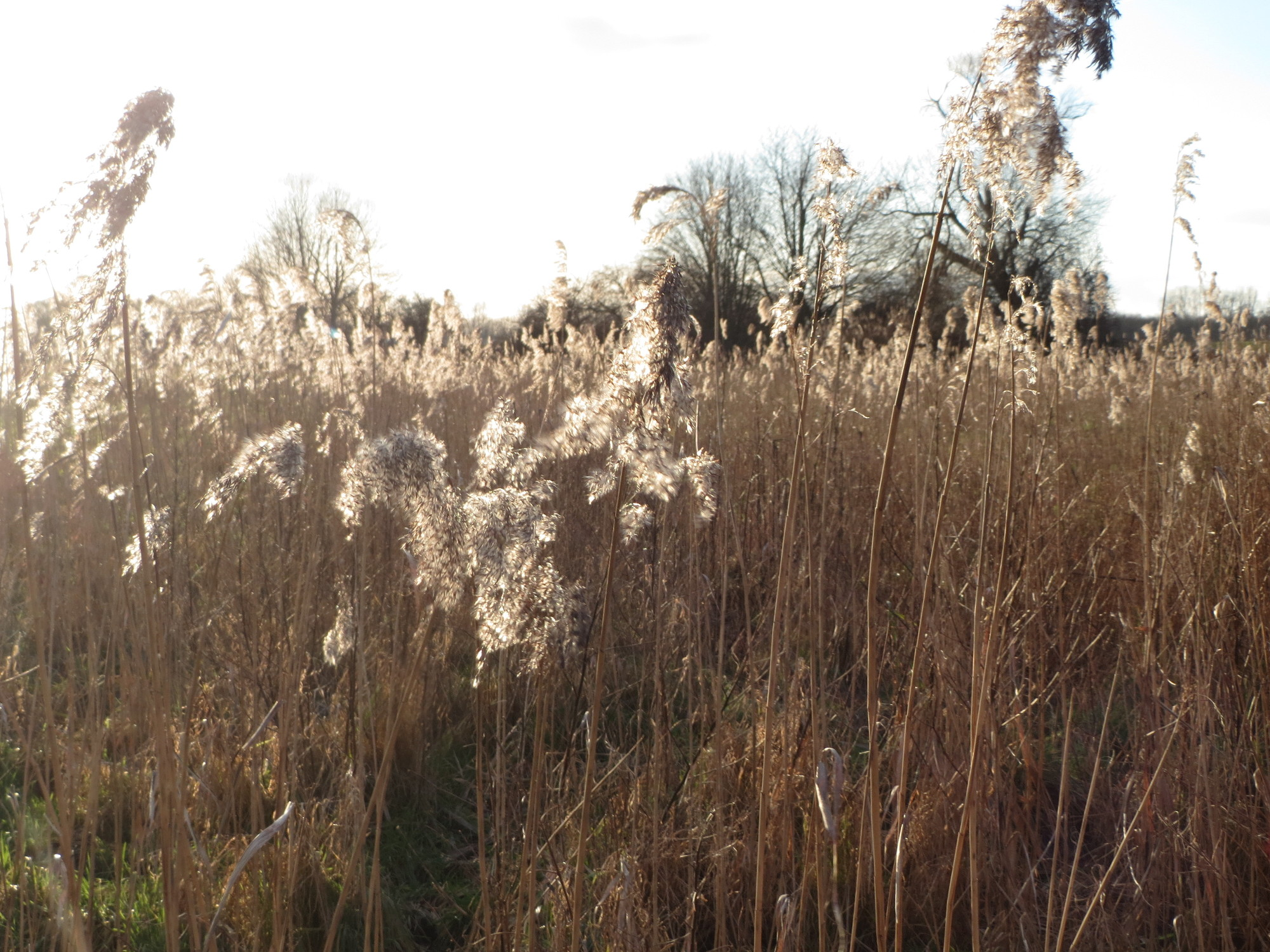
Schilfbestand in der Au

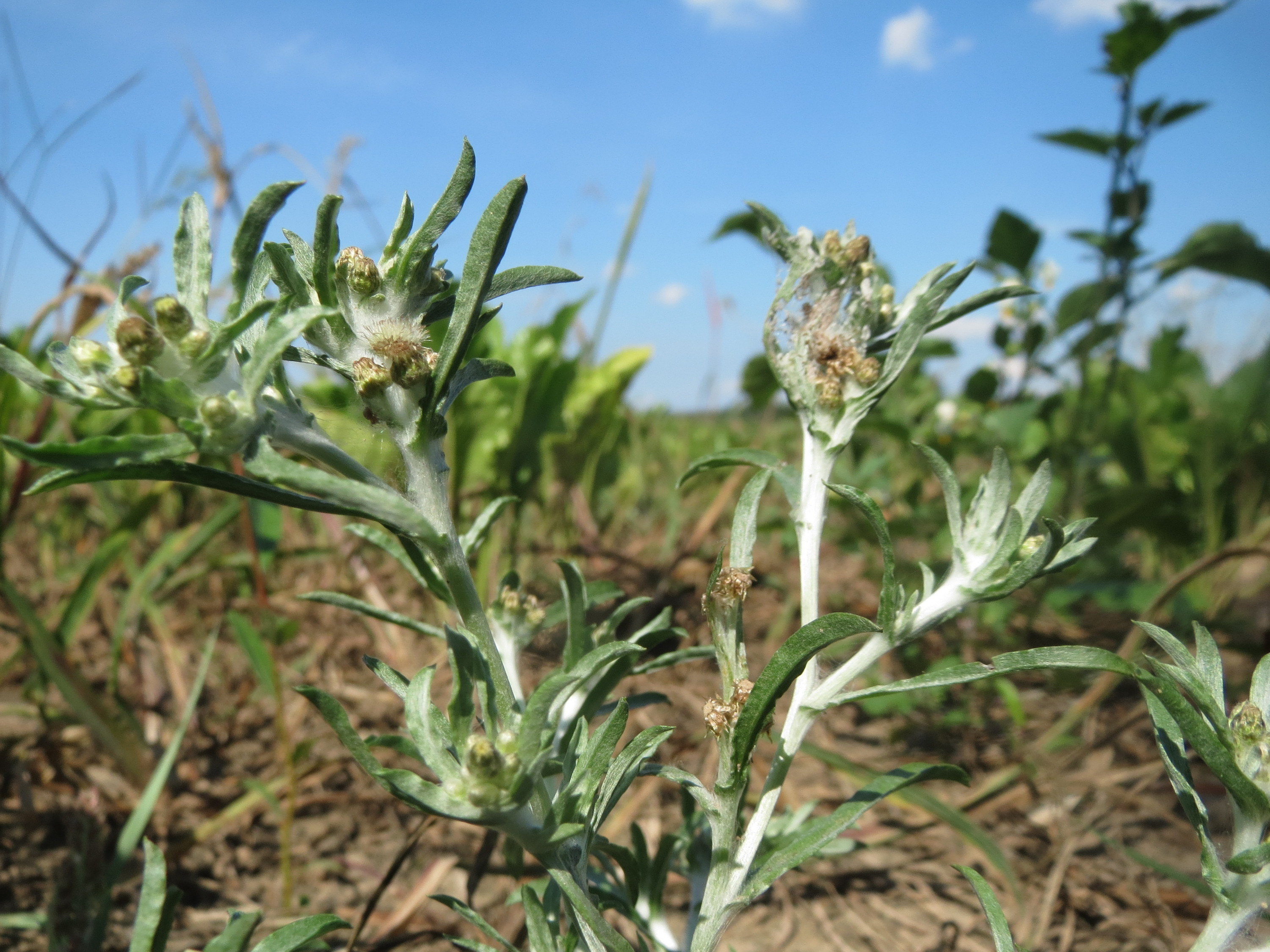
Sumpf-Ruhrkraut

Die Au ist eine verlandete Mäanderschlinge des Kraichbachs zwischen Hockenheim und Reilingen. Teile des Gebiets sind geschützte Biotope mit den Namen Feldhecke nördlich Reilingen - Aue (Biotopnummer 166172260251), Schilfröhricht nordöstlich Reilingen (Biotopnummer 166172260247) und Schilfröhricht nordöstlich Reilingen - Hausstücker (166172260246).
Im Gegensatz zu benachbarten früheren Kraichbachmäandern fehlen hier außer am nördlichen Rand Galeriewald und Feldgehölze. Der ehemalige Verlauf des Kraichbachs lässt sich aber noch deutlich am Geländeabfall erkennen (auf der östlichen Seite gestört durch intensive Landwirtschaft).

## Flora und Fauna
Neben dem rundum verlaufenden Schilf fallen in der durch Getreideanbau geprägten Mitte des Geländes das Sumpf-Ruhrkraut, der Stechapfel, die Grüne Minze, Aufrechter Sauerklee und Portulak auf. Am sandigen Ostrand der Au, wo auch Erdbeeren angebaut werden finden sich u. a. Bastard-Luzerne und Gewöhnlicher Feldrittersporn.
Laut LUBW kommt in den Feldern der Au auch der Jagdfasan vor.
Koordinaten: 49° 18′ 18,4″ N, 8° 34′ 22,8″ O